# Marco Fumagalli
Marco Fumagalli (Milano, 18 settembre 1953) è un politico italiano.

## Biografia
Dopo la maturità scientifica si iscrive a scienze agrarie e diventa quindi funzionario del PCI. Ha un figlio, Andrea, nato nel 1985. Nel 1993 collabora col padre nella galleria d'arte "Le Ore", fondata negli anni '50.
Cresciuto nell'ambiente artistico milanese, il padre era artista e gallerista a Milano, aderì giovanissimo nel 1970 al Partito Comunista Italiano. Nel 1973 divenne funzionario della Federazione Giovanile Comunista Italiana. Nel 1975 viene eletto in consiglio comunale a Milano e diventa segretario della FGCI milanese: del suo gruppo dirigente facevano parte Gloria Buffo, Augusto Rocchi, Chicco Testa, Massimo Ferlini, Sergio Scalpelli, Massimo Gatti e altri. 
Nel 1980 viene eletto segretario nazionale della FGCI dopo Massimo D'Alema. In quella veste promuove la solidarietà alle popolazioni terremotate dell'irpinia con l'invio di soccorsi e migliaia di giovani volontari. Insieme a Tom Benetollo è tra gli organizzatori del movimento pacifista italiano, a partire dalla manifestazione del 24 ottobre 1981 e dei blocchi alla base militare di Comiso. Membro della direzione nazionale del PCI, in quanto più giovane, è uno degli oratori ai funerali di Enrico Berlinguer con cui aveva lavorato negli ultimi anni. 
Dal 1985, terminato l'incarico di segretario nazionale della FGCI, torna a Milano nella segreteria provinciale del PCI. Nel 1989, si oppone alla svolta della Bolognina di Achille Occhetto, e dà vita con Pietro Ingrao, Aldo Tortorella, Lucio Magri, Luciana Castellina e altri alla mozione 2. Dopo lo scioglimento del PCI aderisce al PDS, militando nella minoranza di sinistra dei comunisti democratici. Nel 1992, in piena tangentopoli, su proposta di Achille Occhetto viene eletto segretario provinciale del PDS di Milano, carica che mantiene fino alla sua elezione alla camera dei deputati nel 1996. Sarà eletto deputato anche nel 2001 e nel 2006. 
Diventato coordinatore nazionale della sinistra DS, dà vita poi con Fabio Mussi al correntone e quindi nel 2007 a Sinistra Democratica, non aderendo al PD. Nel 2008 con una lettera pubblica insieme a Fulvia Bandoli e Gloria Buffo rinuncia alla candidatura alle elezioni politiche. Dal 2009 aderisce a Sinistra Ecologia Libertà, di cui è responsabile nazionale Enti Locali e Regioni.

## Galleria d'immagini

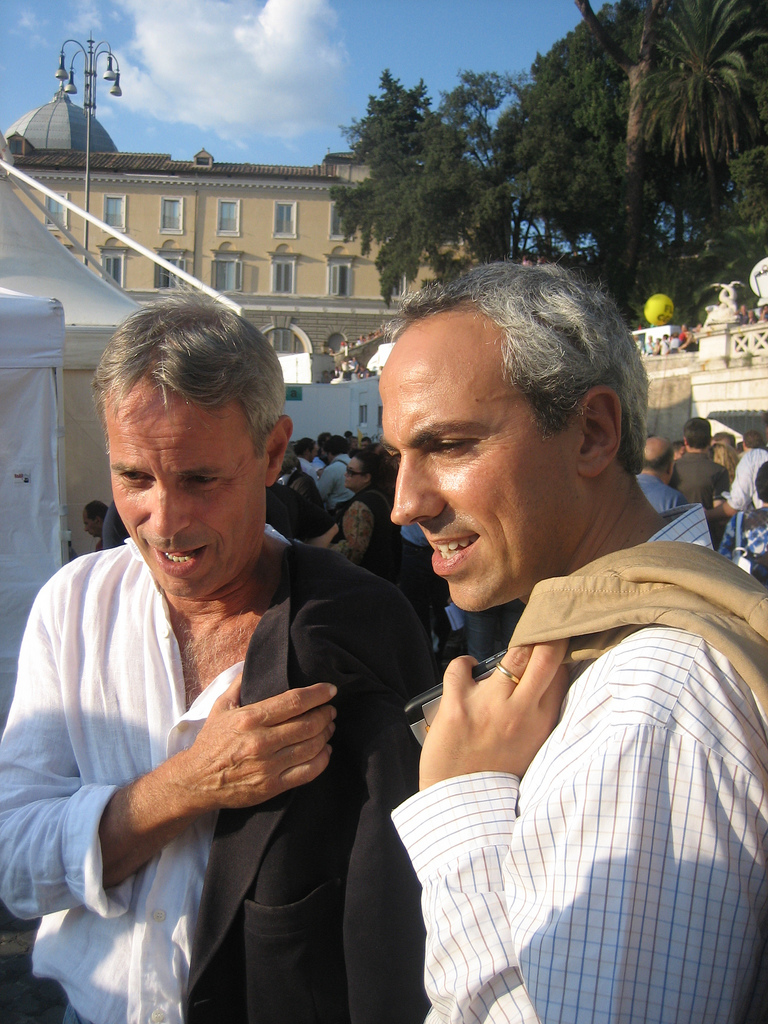
Fumagalli e Di Lello
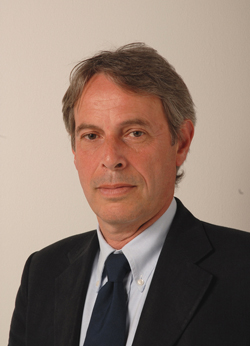
Tesserino parlamentare